# Brachythele incerta
Brachythele incerta là một loài nhện trong họ Nemesiidae.
Brachythele incerta được Ausserer miêu tả năm 1871.